# Азово-Чорноморське регіональне управління ДПС (Україна)
Азово-Чорноморське регіональне управління (в/ч 1486) — колишній територіальний орган охорони державного кордону України та адміністративної межі з тимчасово окупованою територією України АР Крим, що включав адміністративні території у межах Миколаївської, Херсонської, Запорізької областей.
Безпосередньо охорону та пропуск через державний кордон та адміністративну межу здійснювали 16 відділів прикордонної служби, які структурно входили до складу двох прикордонних загонів, 2 окремі бойові прикордонні комендатури, 1 окремий відділ та 1 мобільна прикордонна застава. Прикордонний контроль здійснюється у: 15 — пунктах пропуску, 5 — пунктах контролю, 3 — контрольних пунктах.

## Історія

### До окупації АР Крим в 2014
Безпосередньо охорону та пропуск через державний кордон здійснювали 14 відділів прикордонної служби, які структурно входили до складу двох прикордонних загонів. Для реагування на зміни обстановки та виконання раптово виникаючих завдань — використовувалися 2 відділи (тип «С», забезпечення дій на воді) та три мобільні прикордонні застави.
 Висвітлення надводної обстановки в територіальному морі здійснювали 35 постів технічного спостереження, розташованих вздовж узбережжя. Прикордонний контроль здійснювався у 29 пунктах пропуску (пунктах контролю), з яких за видами сполучення: морських — 19, повітряних — 9, поромних — 1; за категоріями перевезень: вантажопасажирських — 13, вантажних — 16.
Створено в 1992 році, після розпаду колишнього Союзу на базі Сімферопольського прикордонного загону та морських частин Прикордонних військ України.
У Херсоні у четвер, 3 квітня, 2014 року відбулося урочисте введення в дію Азово-Чорноморського регіонального управління Державної прикордонної служби України на новому місці дислокації — в Херсонській області.
21 грудня 2019 року в рамках оптимізації структури та скорочення управлінської ланки Прикордонної служби ліквідовано Азово-Чорноморське регіональне управління. Бердянський та Херсонський прикордонні загони, переданно Південному регіональному управлінню.

## Структура
До 2019р. до складу входили:
- Бердянський прикордонний загін (м. Бердянськ)
- Херсонський прикордонний загін (м. Херсон)

### До окупації АР Крим в 2014
Азово-Чорноморське регіональне управління охороняло ділянку державного кордон України, що включало адміністративні території Автономної Республіки Крим і міста Севастополя, Запорізької і Херсонської областей. Протяжність державного кордону по морю — 400 миль, по береговій смузі — 1693, 5 км; площа територіального моря — 3796кв. миль, економ зони — 39 232 кв. милі. Протяжність Керченської протоки — 23,3 милі.
Охорону кордону здійснювали:
- Сімферопольський прикордонний загін (м. Сімферополь);
- Бердянський прикордонний загін (м. Бердянськ);
- Севастопольський загін морської охорони (м. Севастополь);
- Керченський загін морської охорони (м. Керч);
- Ялтинський Окремий дивізіон кораблів та катерів морської охорони для виконання спеціальних завдань (м. Ялта).

## Командири
- генерал-майор Назаренко Віктор Олександрович (2002—2003, 2003—2004 рр.) — командувач військ Азово-Чорноморського напряму Прикордонних військ України та начальник Азово-Чорноморського регіонального управління ДПСУ.[3]
- генерал-лейтенант Риньков Ігор Миколайович (2005—2007 рр.)
- генерал-майор Нишпора Олег Петрович (2008—201? рр.)
- полковник Вальчук Андрій Миколайович (201?—2016)
- генерал-майор Ігнатьєв Андрій Михайлович (10.2016—08.2018)
- генерал-майор Бондар Володимир Анатолійович[джерело?]